# Pallamano Trieste 2021-2022
Questa pagina raccoglie i dati riguardanti la Pallamano Trieste nelle competizioni ufficiali della stagione 2021-2022.

## Stagione

### Pre stagione
La stagione 2021-2022 si apre con l'ufficialità di Fredi Radojkovič come nuovo coach triestino e successivamente con il mercato: dalla rosa della stagione precedente ad andarsene sono l'italo-croato Popović che va in Germania e il serbo Igor Milović. I primi nuovi innesti sono il pivot Enrico Aldini e il terzino Lorenzo Nocelli. C'è poi un avvicendamento in porta: non viene rinnovato il serbo Milovanović perché ritorna a difendere la porta biancorossa Thomas Postogna, allenato da Radojkovič nell'ultima stagione a Isola.
Il 9 luglio viene ufficializzato il serbo Nikola Mitrović, terzino destro campione di Montenegro in carica con la squadra del Lovćen, mentre dieci giorni più tardi il roster viene completato con l'arrivo dell'italo-argentino Robertino Pagano, dal BM Bolaños.

## Maglie e sponsor
Per la terza stagione consecutiva viene confermato come sponsor tecnico l'azienda giapponese Mizuno. Non vi sono presenti sponsor sul fronte della divisa per volontà della società, in quanto la maglia "vuota" vuole ricordare i primi anni di vita della società. Sul retro, sotto la numerazione, è presente FriuLIVEneziagiulia; sulla manica sinistra vi è il logo ufficiale della Serie A targato Fratelli Beretta. Sui pantaloncini è presente lo sponsor Fondazione CRTrieste e il logo dell'iniziativa sposata dalla società Io sto con il burlo.

## Mercato

### Sessione estiva
| Acquisti | Acquisti         | Acquisti     | Acquisti   | Acquisti |
| R.a      | Nome             | da           | Modalità   |          |
| -------- | ---------------- | ------------ | ---------- | -------- |
| PV       | Enrico Aldini    | Casalgrande  | definitivo |          |
| C        | Lorenzo Nocelli  | Black Devils | definitivo |          |
| PT       | Thomas Postogna  | Izola        | definitivo |          |
| TD       | Nikola Mitrović  | Lovćen       | definitivo |          |
| TS       | Robertino Pagano | Bolaños      | definitivo |          |

| Cessioni | Cessioni          | Cessioni       | Cessioni       | Cessioni |
| R.       | Nome              | a              | Modalità       |          |
| -------- | ----------------- | -------------- | -------------- | -------- |
| TS       | Nikola Popović    | Stadtoldendorf | definitivo     |          |
| TD       | Igor Milović      | svincolato     | fine contratto |          |
| PT       | Marko Milovanović | svincolato     | rescissione    |          |

### Sessione invernale
| Acquisti | Acquisti           | Acquisti   | Acquisti  | Acquisti |
| R.a      | Nome               | da         | Modalità  |          |
| -------- | ------------------ | ---------- | --------- | -------- |
| PT       | Marko Milovanović  | svincolato | a gettone |          |
| PT       | Riccardo Fasanelli | Noci       | prestito  |          |

| Cessioni | Cessioni          | Cessioni        | Cessioni       | Cessioni |
| R.       | Nome              | a               | Modalità       |          |
| -------- | ----------------- | --------------- | -------------- | -------- |
| TD       | Nikola Mitrović   | svincolato      | risoluzione    |          |
| AS       | Gianluca Dapiran  | Brixen          | definitivo     |          |
| PT       | Marko Milovanović | svincolato      | fine contratto |          |
| TS       | Robertino Pagano  | Secchia Rubiera | definitivo     |          |

## Risultati

### Serie A

#### Girone d'andata
| Bolzano 18 settembre 2021 | Bozen | 28 – 23 (12-9) | Trieste |  |

| Trieste 25 settembre 2021 | Trieste | 25 – 26 (11-11) | Junior Fasano |  |

| Siracusa 2 ottobre 2021 | Albatro Siracusa | 19 – 25 (9-8) | Trieste |  |

| Trieste 16 ottobre 2021 | Trieste | 35 – 26 (18-11) | Brixen |  |

| Cassano Magnago 23 ottobre 2021 | Cassano Magnago | 28 – 20 (15-7) | Trieste |  |

| Trieste 30 ottobre 2021 | Trieste | 25 – 29 (10-13) | Sassari |  |

| Merano 13 novembre 2021 | Black Devils | 27 – 25 (14-10) | Trieste |  |

| Trieste 20 novembre 2021 | Trieste | 25 – 29 (13-17) | Conversano |  |

| Rubiera 27 novembre 2021 | Secchia Rubiera | 26 – 34 (11-16) | Trieste |  |

| Trieste 4 dicembre 2021 | Trieste | 22 – 21 (11-8) | Carpi |  |

| Trieste 11 dicembre 2021 | Trieste | 25 – 21 (13-11) | Eppan |  |

| Lavis 18 dicembre 2021 | Pressano | 22 – 19 (11-10) | Trieste |  |

#### Girone di ritorno
| Trieste 18 marzo 2022 | Trieste | 28 – 28 (14-13) | Bozen |  |

| Fasano 19 febbraio 2022 | Junior Fasano | 25 – 20 (12-7) | Trieste |  |

| Trieste 12 febbraio 2022 | Trieste | 24 – 19 (14-10) | Albatro Siracusa |  |

| Bressanone 26 febbraio 2022 | Brixen | 28 – 18 (17-8) | Trieste |  |

| Trieste 5 marzo 2022 | Trieste | 23 – 24 (14-13) | Cassano Magnago |  |

| Sassari 12 marzo 2022 | Sassari | 30 – 25 (15-14) | Trieste |  |

| Trieste 26 marzo 2022 | Trieste | 30 – 29 (15-12) | Black Devils |  |

| Conversano 2 aprile 2022 | Conversano | 28 – 23 (14-11) | Trieste |  |

| Trieste 9 aprile 2022 | Trieste | 26 – 17 (13-9) | Secchia Rubiera |  |

| Carpi 23 aprile 2022 | Carpi | 24 – 24 (10-11) | Trieste |  |

| Appiano 30 aprile 2022 | Eppan | 26 – 29 (15-16) | Trieste |  |

| Trieste 7 maggio 2022 | Trieste | 29 – 23 (14-11) | Pressano |  |

## Rosa

### Giocatori
| N° | Naz.                 | Ruolo | Sportivo              | Anno | Alt. | Peso |
| -- | -------------------- | ----- | --------------------- | ---- | ---- | ---- |
| 1  | Italia (bandiera)    | P     | Riccardo Fasanelli    | 1998 | 185  | 85   |
| 16 | Italia (bandiera)    | P     | Thomas Postogna       | 1993 | 190  | 86   |
| 21 | Italia (bandiera)    | P     | Nicolò Zoppetti       | 2000 | 190  | 92   |
| 3  | Italia (bandiera)    | C     | Jan Radojkovič        | 1989 | 182  | 73   |
| 4  | Italia (bandiera)    | PV    | Enrico Aldini         | 2002 | 190  | 92   |
| 5  | Italia (bandiera)    | A     | Gianluca Dapiran      | 1994 | 193  | 94   |
| 6  | Italia (bandiera)    | C     | Giacomo Hrovatin      | 2002 | 186  | 89   |
| 7  | Italia (bandiera)    | A     | Gabriel Mazzarol      | 2001 | 195  | 77   |
| 8  | Italia (bandiera)    | T     | Lorenzo Nocelli       | 1999 | 181  | 85   |
| 9  | Italia (bandiera)    | PV    | Alex Pernic           | 1992 | 191  | 102  |
| 10 | Italia (bandiera)    | A     | Federico Urbaz        | 2004 | 187  | 75   |
| 11 | Serbia (bandiera)    | T     | Nikola Mitrović       | 1993 | 190  | 95   |
| 13 | Italia (bandiera)    | PV    | Massimiliano Di Nardo | 1992 | 193  | 92   |
| 14 | Italia (bandiera)    | T     | Davide Parisato       | 2001 | 183  | 73   |
| 17 | Italia (bandiera)    | A     | Enrico Valdemarin     | 2001 | 182  | 70   |
| 19 | Italia (bandiera)    | A     | Marco Visintin        | 1982 | 193  | 102  |
| 20 | Serbia (bandiera)    | T     | Aleksandar Stojanović | 2004 | 191  | 93   |
| 22 | Italia (bandiera)    | T     | Daniel Nait           | 2004 | 188  | 80   |
| 23 | Italia (bandiera)    | PV    | Francesco Bosco       | 2002 | 177  | 68   |
| 33 | Italia (bandiera)    | T     | Luca Sandrin          | 1999 | 190  | 94   |
| 34 | Italia (bandiera)    | A     | Raul Ionut Grosu      | 2001 | 178  | 74   |
| 55 | Argentina (bandiera) | T     | Robertino Pagano      | 1989 | 187  | 88   |
| 77 | Slovenia (bandiera)  | A     | Adam Bratkovič        | 1994 | 185  | 80   |

## Organigramma societario
Di seguito l'organigramma della società.

## Statistiche

### Squadra

#### Andamento in campionato
| Giornata  | 1 | 2 | 3  | 4 | 5 | 6 | 7  | 8  | 9  | 10 | 11 | 12 | 13 | 14 | 15 | 16 | 17 | 18 | 19 | 20 | 21 | 22 | 23 | 24 | 25 | 26 |
| --------- | - | - | -- | - | - | - | -- | -- | -- | -- | -- | -- | -- | -- | -- | -- | -- | -- | -- | -- | -- | -- | -- | -- | -- | -- |
| Luogo     |   | T | C  | T | C | T | C  | T  | C  | T  | C  | C  | T  |    | C  | C  | T  | T  | C  | T  | C  | T  | C  | T  | T  | C  |
| Risultato | R | P | P  | V | V | P | P  | P  | P  | V  | V  | V  | P  |    | N  | V  | P  | P  | P  | P  | V  | P  | V  | N  | V  | V  |
| Posizione |   | 9 | 10 | 9 | 9 | 9 | 10 | 10 | 10 | 10 | 9  | 8  | 9  |    |    | 8  | 8  | 8  | 10 | 10 | 9  | 9  | 9  | 9  | 8  | 8  |

#### Riepilogo
| Competizione | Punti | In casa | In casa | In casa | In casa | In casa | In casa | In trasferta | In trasferta | In trasferta | In trasferta | In trasferta | In trasferta | Totale | Totale | Totale | Totale | Totale | Totale | D.R. |
| Competizione | Punti | G       | V       | N       | P       | Gf      | Gs      | G            | V            | N            | P            | Gf           | Gs           | G      | V      | N      | P      | Gf     | Gs     | D.R. |
| ------------ | ----- | ------- | ------- | ------- | ------- | ------- | ------- | ------------ | ------------ | ------------ | ------------ | ------------ | ------------ | ------ | ------ | ------ | ------ | ------ | ------ | ---- |
| Serie A      | 22    | 12      | 7       | 1       | 4       | 317     | 291     | 12           | 3            | 1            | 8            | 285          | 311          | 24     | 10     | 2      | 12     | 602    | 603    | -1   |
| Coppa Italia | -     | 0       | 0       | 0       | 0       | 0       | 0       | 0            | 0            | 0            | 0            | 0            | 0            | 0      | 0      | 0      | 0      | 0      | 0      | +0   |
| Totale       | 22    | 12      | 7       | 1       | 4       | 317     | 291     | 12           | 3            | 1            | 8            | 285          | 311          | 24     | 10     | 2      | 12     | 602    | 603    | -1   |

### Individuali

#### Presenze e reti
| N. | Giocatore             | Presenze | Reti |
| -- | --------------------- | -------- | ---- |
| 77 | Adam Bratkovič        | 20       | 113  |
| 6  | Giacomo Hrovatin      | 23       | 77   |
| 3  | Jan Radojkovič        | 23       | 57   |
| 20 | Aleksandar Stojanović | 22       | 52   |
| 19 | Marco Visintin        | 24       | 50   |
| 4  | Enrico Aldini         | 24       | 42   |
| 55 | Robertino Pagano      | 11       | 41   |
| 33 | Luca Sandrin          | 23       | 39   |
| 5  | Gianluca Dapiran      | 9        | 37   |
| 9  | Alex Pernic           | 24       | 23   |
| 13 | Massimiliano Di Nardo | 21       | 19   |
| 11 | Nikola Mitrović       | 4        | 16   |
| 8  | Lorenzo Nocelli       | 12       | 12   |
| 14 | Davide Parisato       | 17       | 11   |
| 7  | Gabriel Mazzarol      | 20       | 10   |
|    | Pietro Del Frari      | 5        | 1    |
| 21 | Nicolò Zoppetti       | 24       | 0    |
| 1  | Riccardo Fasanelli    | 12       | 0    |
| 10 | Federico Urbaz        | 11       | 0    |
| 22 | Daniel Nait           | 9        | 0    |
| 12 | Marko Milovanović     | 6        | 0    |
| 16 | Thomas Postogna       | 7        | 0    |
|    | Orfeo Giorgi          | 1        | 0    |